# Commonwealth Wirraway
Die Commonwealth Wirraway (dt. Kampf) ist ein australisches Schulflugzeug. Sie ist eine überarbeitete Lizenzfertigung der North American NA-16.

## Geschichte

### Zweiter Weltkrieg
Die Entwicklung der Wirraway begann 1937. Gegenüber dem Ausgangsmodell wurden einige Verbesserungen vorgenommen wie zum Beispiel die Verwendung eines Einziehfahrwerks. Vorgesehen war sie als Schulflugzeug und Waffentrainer. Da die RAAF beim Kriegseintritt nicht über genügend zweckmäßige Flugzeuge verfügte, wurde die Wirraway oft als Jagdbomber, Sturzkampfflugzeug oder ähnliches eingesetzt.
Am 6. Januar 1942 fing eine Gruppe Wirraways japanische Wasserflugzeuge über New Britain ab. Dies war der erste Luftkampf zwischen der RAAF und den Kaiserlich Japanischen Luftstreitkräften.
Eingesetzt wurde sie größtenteils zur Verteidigung von Neuguinea und der umliegenden Seegebiete, bis sie ab 1943 von der Curtiss P-40 abgelöst wurde.
Ebenfalls 1943 stellte die RAAF die Commonwealth Boomerang in Dienst. Bei diesem Muster wurden das Tragwerk und einige Teile des Fahrwerks von der Wirraway übernommen.

### Nachkriegszeit
Nach dem Krieg wurde die Wirraway noch einige Zeit als Schulflugzeug eingesetzt, aber 1958/59 wurde sie durch die Commonwealth Winjeel ersetzt.
Bis heute fliegen einige wenige erhaltene Wirraways in der Warbird-Szene. 1999 stürzte eine dieser Maschinen während einer Flugshow in Nowra, Australien ab, wobei zwei Menschen ums Leben kamen.

## Versionen
- CA- 1: 40 Maschinen
- CA- 3:  60 Maschinen
- CA- 5:  32 Maschinen
- CA- 7: 100 Maschinen
- CA- 8: 200 Maschinen
- CA- 9: 188 Maschinen
- CA-16: 135 Maschinen

## Produktionszahlen
| Fiskaljahr           | Anzahl |
| -------------------- | ------ |
| 1.7.1939 – 30.6.1940 | 75     |
| 1.7.1940 – 30.6.1941 | 225    |
| 1.7.1941 – 30.6.1942 | 320    |
| 1.7.1942 – 30.6.1943 | 0      |
| 1.7.1943 – 30.6.1944 | 30     |
| 1.7.1944 – 30.6.1945 | 60     |
| 1.7.1945 – 30.6.1946 | 46     |
| 1.7.1946 – 30.6.1947 | 1      |
| Summe                | 757    |

| Kenngröße             | Daten Commonwealth Wirraway                                       |
| --------------------- | ----------------------------------------------------------------- |
| Besatzung             | 1                                                                 |
| Länge                 | 8,48 m                                                            |
| Höhe                  | 2,66 m m                                                          |
| Flügelfläche          | 23,8 m²                                                           |
| Leermasse             | 1811 kg                                                           |
| Höchstgeschwindigkeit | 354 km/h                                                          |
| Steigrate             | 594 m/min                                                         |
| Dienstgipfelhöhe      | 7000 m                                                            |
| Reichweite            | 1150 km                                                           |
| Triebwerke            | ein Pratt & Whitney R-1340 Wasp                                   |
| Bewaffnung            | drei 7,7-mm-MG, 454 kg Waffenlast an zwei Unterflügelaufhängungen |